# Crazy Parade
Crazy Parade è stato un programma televisivo italiano di montaggio, in onda su Rai 2 nel 2011 a partire dall'8 gennaio e replicato nella stagione primaverile 2012, dalle 18.05 alle 18.35.
Il programma si basava su una sequenza di filmati divertenti legati ad errori e bloopers della vita quotidiana, intervallati dalla conduttrice Emanuela Aureli che, con intermezzi comici, presenta i filmati a seguire e li commenta durante la loro messa in onda. Tali filmati vengono presentati per categorie (bambini, animali, matrimoni, vacanze al mare, e così via) stilate in una classifica.
Il programma è stato criticato perché considerato un clone della nota trasmissione Paperissima, alla quale si ispira.